# Pellérd
Pellérd é um município da Hungria, situado no condado de Baranya. Tem 20,93 km² de área e sua população em 2019 foi estimada em 2.245 habitantes.